# Entodon splendidulus
Entodon splendidulus är en bladmossart som beskrevs av Georg Ernst Ludwig Hampe 1870. Entodon splendidulus ingår i släktet Entodon och familjen Entodontaceae. Inga underarter finns listade i Catalogue of Life.